# Beeldvlak (optica)
Het beeldvlak is in de optica het vlak waarin zich het door het objectief gevormde beeld bevindt. Als de optische as van het objectief op het voorwerp is gericht, staat de optische as loodrecht op het beeldvlak. Het objectief wordt in de fotografie op zo'n manier scherp gesteld dat het beeldvlak met het negatief of de beeldsensor samenvalt. Bij telescopen en microscopen wordt het 'luchtbeeld' vaak bekeken met een oculair, hoewel bij wetenschappelijke toepassingen meestal een camera wordt gebruikt in plaats van een oculair. Dat is wetenschappelijke fotografie.